# Il fornaretto di Venezia (film 1907)
Il fornaretto di Venezia è un cortometraggio muto del 1907 diretto da Mario Caserini.

## Distribuzione
- Italia: 1907
- USA: 23 novembre 1907 come "Venetian Baker" e anche come "Drama of Justice"